# Barba Azul (película de 1972)
Barba Azul (título original en inglés Bluebeard) es una película de comedia dramática y misterio de 1972 dirigida por Edward Dmytryk y protagonizada por Richard Burton, Raquel Welch, Virna Lisi, Nathalie Delon, Marilú Tolo, Karin Schubert, Sybil Danning y Joey Heatherton.
La trama de la película se basa muy libremente en el cuento popular francés de un noble cuya última esposa siente curiosidad cuando él le dice que puede entrar en cualquier habitación de su castillo menos en una.

## Argumento
Ambientada en Austria en la década de 1930, el barón Kurt von Sepper es un piloto de combate veterano de la Primera Guerra Mundial, quien ha contraído matrimonio múltiples veces y cuya barba está teñida de un azul no natural como secuela de una herida de guerra. En público, el barón mantiene cuidadosamente su imagen de héroe de guerra, un católico aparentemente devoto y un ferviente miembro del Frente Patriótico, pero el barón tiene dos oscuros secretos que desea ocultar: Todas sus esposas anteriores han muerto en circunstancias misteriosas, y explotó el caos de la guerra civil austríaca para instigar un pogromo contra una comunidad judía.
El Barón Kurt von Sepper es un excéntrico aristócrata alemán, as de la aviación en la Primera Guerra Mundial y militante del fascista Frente Patriótico de Austria. El Barón, después de que su avión fue derribado por los rusos y una reacción química extraña, luce una barba azul para cubrir sus cicatrices y queda impotente de por vida. Vive en su oscuro y siniestro castillo de los horrores. Fotógrafo de vanguardia en su tiempo libre, su pasatiempo es matar a sus numerosas y sucesivas esposas para que no descubran su impotencia sexual y fotografiarlas, convirtiendo sus retratos en manchas simétricas de tinta del test psicológico de Rorschach. Otro hobby suyo es tocar extraños acordes en el órgano de pipas mientras mira un retrato de su difunta madre.
En una fiesta, el Barón conoció a Greta y se casó con ella; un año después ella murió en una cacería de un balazo disparado por alguien que al principio no se ve quién fue; después se revelaría que fue el mismo Barón quien la mató porque ella no toleraba su impotencia sexual.
El Barón es militante del Frente Patriótico de Austria, muy parecido al Partido Nazi de Alemania (creado en 1920), cuyo símbolo es la cruz potenzada, muy parecida a la esvástica nazi, y encabezó una cuadrilla que hizo un pogromo, incendiando casas de un barrio judío; entre los judíos está un joven violinista, el cual jura futura venganza.
Después llega a la vida del Barón la bella Anne, una chica rubia, vivaz y curvilínea bailarina de cabaret norteamericana que llama la atención del Barón en una de sus actuaciones. Entre los músicos de la orquesta está el joven violinista judío. Entre las flores que Anne recibe al final de su show destaca una rosa negra que le envió el Barón. Intrigada por esa atención, ella lo visita en su castillo, donde con total naturalidad le dice que lo ama porque es rico y poderoso.
El Barón se casa con Anne, de la que parece estar muy enamorado, pero en la noche de bodas ella sospecha que el Barón puso una droga en su copa de champaña para no tener sexo con ella. Ni siquiera una sexy sesión de fotos con Anne logra excitar al Barón, y ella se queda perpleja.
Explorando el castillo, Anne encuentra a la anciana sirvienta Marka que está peinando el cabello del cadáver momificado de la difunta madre del Barón. Horrorizada, se desmaya.
El Barón la calma, le cuenta que Marka fue su niñera y le promete devolver la momia de su madre a la cripta del castillo. Después mata a la anciana Marka tirándola a un barril de vino y ahogándola en represalia por haberse dejado pillar por Anne con la momia de su madre.
El Barón sale de viaje a Viena por unos días, dejando a Anne las llaves del castillo para que lo explore y le prohíbe el uso de la llave pequeña de oro del llavero. También la deja en compañía de la joven sirvienta Rosa para evitar que se quede sola. Un día Rosa sale del castillo en un coche de caballo y sufre un accidente al romperse el puente cuando pasaba sobre él.
Esa misma noche es tempestuosa; al explorar el jardín del castillo, Anne encuentra el cadáver del gato blanco que fue de Marka. El gato tiene varias heridas de bala y fue asesinado por el joven violinista judío que desde hace días acecha el castillo, esperando el momento propicio para vengarse del Barón. Anne sufre una crisis nerviosa y le llama por teléfono al Barón para contarle el suceso. El Barón a su vez le cuenta del accidente de Rosa y que está en el hospital; también le dice que decidió cancelar su viaje a Viena y que regresará al castillo de inmediato.
Anne descubre algo peor después cuando al encontrar y abrir la puerta prohibida de la llave dorada encuentra un retrato del Barón, cuyo anillo es un botón que al oprimirlo se abrió automáticamente la puerta corrediza de una cámara frigorífica con 7 cadáveres congelados de las exesposas del Barón; así fue cómo descubrió el final espeluznante que tuvieron ellas.
El Barón, al enterarse del descubrimiento que hizo Anne, consciente de su "traición", se propone matarla por curiosa. En un intento desesperado por salvar su vida, Anne implora al Barón a que le cuente los pasados asesinatos de sus esposas, para liberar su alma y comprar con ella un tiempo precioso antes de que llegue el amanecer, hecho que hace recordar el argumento de “Las mil y una noches”. El Barón le contó a ella con detalles las historias de sus esposas asesinadas. Tenían en común que él las mató cuando ellas quisieron hacerle el amor, pues las prefería muertas antes que pasar la vergüenza de que ellas descubran su impotencia.
El Barón utilizaba sofisticados métodos para matar a las chicas que querían ser sus amantes:
- A Greta, un año después de casarse con ella, la mató de un disparo en la cacería que realizaron él y sus amigos en el bosque. Se casó con ella y después la cazó porque ella le dijo que planeaba divorciarse de él por su impotencia sexual.
- A la cantante Elga (que tenía la manía de cantar todo el tiempo) la decapitó con la guillotina.
- Érika, una chica rubia muy bella y cariñosa como una gatita, al ser rechazada sexualmente por el Barón, pidió a una prostituta que le enseñe la forma de seducirlo y lograr tener sexo con él, pero tras el entrenamiento ambas chicas se excitaron mutuamente y tuvieron una relación homosexual. Cuando dormían abrazadas y desnudas el Barón las atravesó con un enorme colmillo de elefante fijado en una lámpara tipo araña que dejó caer sobre ellas, matándolas.
- A la ex-monja que hablaba mucho, Magdalena, la encerró en un ataúd matándola de asfixia.
- A la loca machona, renegada y sadomasoquista Brigitt le pegó dándole 6 cachetadas y azotándola, pero como ésta se excitó con los golpes y le pidió que tenga sexo con ella, él la ahogó.
- A la indiferente Caroline la hizo matar por su halcón.

Al terminar el Barón de contarle las historias llegó Sergio, amigo de infancia de Anne, pero el Barón hizo que sus 3 perros lo maten. Anne, furiosa, intentó decapitarlo a él con una espada, pero él se la quitó. Discutieron, ella se desnudó y le retó para que pruebe sexualmente su hombría. En respuesta, él salió al jardín para hacer que sus 3 perros la maten como a Sergio, pero los encontró muertos; los había matado el joven violinista judío con sendos balazos.
El Barón encerró a Anne en la cámara frigorífica donde estaban congelados e incorruptos los cadáveres de las 7 esposas. La cabeza de la cantante Elga estaba separada del cuerpo.
El Barón Barba Azul se fue a una estación de tren, pero allí lo mató de 3 balazos el joven violinista judío cuya casa fuera incendiada por los fascistas del Frente Patriótico de Austria; astutamente le disparó y cruzó los rieles justo antes del paso de un tren "nazi", por lo que los fascistas no pudieron perseguirlo para matarlo. Las últimas palabras del Barón antes de expirar fueron: "Morir así... es ridículo."
El joven violinista judío volvió al castillo, mató de un balazo al halcón, rasgó el retrato del Barón y oprimió el botón que abrió automáticamente la cámara frigorífica donde estaban los cuerpos de las 7 mujeres muertas, descubrió a Anne viva y la rescató, salvándola de morir congelada.
Anne, vestida de luto, asistió a la misa de cuerpo presente en una iglesia llena de cruces potenzadas; alguien tocaba en el órgano de la iglesia los mismos acordes extraños que el Barón tocaba en el órgano de su castillo. Anne miró el cadáver del Barón Von Sepper frente al altar y salió del templo tomada de la mano con el joven violinista judío. Se entiende que Anne se casó después con él, en retribución por haber sido él su héroe que la salvó.
Al joven violinista judío no le pasó nada, los fascistas en el templo no lo arrestaron a pesar de que él mató al Barón y el fascismo del Frente Patriótico aún gobernaba Austria, según se veía en el templo con cruces potenzadas y policías fascistas, entre los cuales él salió impunemente.
Otra cosa curiosa de la película es el símbolo del Frente Patriótico de Austria, la cruz heráldica potenzada, muy parecida a la esvástica del Partido Nazi de Alemania, lo cual genera confusión.

## Reparto
- Richard Burton como el barón Kurt von Sepper.
- Raquel Welch como Magdalena.
- Virna Lisi como Elga.
- Nathalie Delon como Erika.
- Marilú Tolo como Brigitte.
- Karin Schubert como Greta.
- Agostina Belli como Carolina.
- Sybil Danning como la prostituta.
- Joey Heatherton como Anne.
- Edward Meeks como Sergio.
- Doka Bukova como Rosa.
- Jean Lefebvre como el padre de Greta.
- Erica Schramm como la madre de Greta.
- Karl-Otto Alberty como amigo del barón.
- Kurt Großkurth como amigo del barón.
- Thomas Fischer como amigo del barón.
- Peter Martin Urtel como amigo del barón.
- Mag-Avril como Marka.
- Sándor Szabó como el doctor.
- Dennis Burgess como el forense.
- Mathieu Carrière como el violinista.

## Producción
Filmportal.de señaló que algunas fuentes afirman que Luciano Sacripanti también dirigió la película.
El rodaje tuvo lugar en Budapest, Hungría y Roma, Italia. En febrero de 1972, la esposa de Burton, Elizabeth Taylor celebró su 40 cumpleaños en Budapest. A la fiesta, celebrada en el Hotel Intercontinental, asistieron varias celebridades, entre ellas Michael Caine, Grace Kelly, Ringo Starr, David Niven y Raquel Welch, y se convirtió en una gran sensación mediática en el entonces país comunista.

## Lanzamiento
Barba Azul tuvo su estreno mundial en el Pantages Theatre de Hollywood el 15 de agosto de 1972. Fue lanzada en Alemania Occidental el 15 de diciembre de 1972.

## Recepción

### Respuesta crítica
Roger Ebert le dio a la película dos estrellas de cuatro y escribió: «Ya no hay ninguna novedad en ver la triste desintegración de la carrera como actor de Richard Burton». Roger Greenspun de The New York Times escribió: «Rara vez he visto una película de terror tan tímidamente consciente de su propio potencial camp. Pero es mejor ser tontamente serio que ser astutamente humorístico, y sus pocos buenos momentos llegan antes de que admita que su iluminación fantasmagórica y sus tal vez 3000 libras de telarañas falsas son esencialmente una broma». Gene Siskel, del Chicago Tribune, le dio a la película una estrella de cuatro y escribió que las escenas de sadismo «están diseñadas para complacer a las personas que disfrutan viendo cómo se abusa de las mujeres». Puso la película en una lista de fin de año que hizo de las películas más «enfermizas» de 1972. Variety lo llamó «alto camp». Kevin Thomas, de Los Angeles Times, criticó la película como «123 minutos de aburrimiento y morbilidad sin alivio», y agregó: «Muy maquillado y teñido, y hablando con un acento alemán possincronizado, Burton parece estar sonámbulo».
Gary Arnold de The Washington Post escribió: «Barba Azul carece tanto de estilo como de convicción que a menudo es más confuso e ineficaz que activamente ofensivo». Escribió sobre Burton que «a menos que esté contemplando una carrera permanente en películas de explotación, sería difícil hundirse por debajo de este crédito... sus últimas palabras en la película son, 'Esto es ridículo', pero no ha hecho nada para convencernos de que es superior al material, que solo está haciendo un poco de buen humor en los barrios bajos y debería ser indulgente con su mal juicio». Clyde Jeavons de The Monthly Film Bulletin criticó «la indecisión de Dmytryk sobre si optar por la comedia negra o el horror serio, y demuestra su fracaso general para encontrar un estilo o una fórmula lo suficientemente sólida como para soportar la pesada carga de absurdos y simple mala actuación de la película».